# Список заповедников Таджикистана
По состоянию на 2004 год все природоохранные территории Таджикистана занимают суммарную площадь – 3,1 млн га. или 22% территории республики и включают в себя 4 - заповедника общей площадью 173 418 га, 13 - заказников на площади 313 260 га, 1 - национальный парк общей площадью 2,6 млн га, 1 - историко-природный парк - 3000 га и 1 - природный парк 3805 га.
Заповедники и заказники находятся под управлением Лесохозяйственного производственного объединения Республики Таджикистан (ЛХПО РТ), национальные парки управляются Министерством охраны природы Республики Таджикистан (МОП РТ). На эти же органы возложен государственный контроль за деятельностью Охраняемые природные территории Таджикистана (ООПТ).
Заповедники в Таджикистане — резерваты и национальные парки, организовывались в первую очередь там, где ещё сохранились редкие и ценные виды зверей, птиц, других животных или растений, водоемов и источников и др. природных богатств горного края.
В заповедниках охраняются все виды животных и птиц без исключения как часть естественного природного комплекса и драгоценный генетический фонд: создать его вновь невозможно, а он может оказаться крайне нужным человеку.На территории заповедников запрещено использование в хозяйственных целях земель, а также находящихся в их пределах воды, растительного и животного мира.

## Список заповедников
| # | Изображение | Название                                                                   | Год создания | Площадь, га | Область                               |
| - | ----------- | -------------------------------------------------------------------------- | ------------ | ----------- | ------------------------------------- |
| 1 |             | Государственный природный заповедник «Тигровая балка» тадж. Бешаи палангон | 1938         | 49700       | Хатлонская область                    |
| 2 |             | Государственный природный заповедник «Рамит» тадж. Ромит                   | 1959         | 16200       | Вахдатский район                      |
| 3 |             | Государственный природный заповедник «Дашти Джум» тадж. Дашти Ҷум          | 1983         | 19700       | Шамсиддин Шохин Хатлонской области    |
| 4 |             | Государственный природный заповедник «Зоркуль» тадж. Зоркӯл                | 2000         | 87700       | Горно-Бадахшанская автономная область |

## См.также
- Список заказников Таджикистана
- Список национальных и природных парков Таджикистана